# Rujevac (Ljubovija)
Rujevac (Servisch cyrillisch Рујевац) is een plaats in de Servische gemeente Ljubovija. De plaats telt 522 inwoners (2002).